# Hochspannungsleitung Kemano-Kitimat
Die Hochspannungsleitung Kemano-Kitimat ist eine zweikreisige 220-kV-Dreiphasen-Wechselstromleitung vom Wasserkraftwerk Kemano nach Kitimat im kanadischen Britisch-Kolumbien, wo sie hauptsächlich eine große Aluminiumhütte von Rio Tinto mit elektrischer Energie versorgt. Die 1953 erbaute Stromleitung verläuft hauptsächlich durch unwirtliches Gelände, in dem im Winter Schneehöhen von bis zu 8 m möglich sind. Aus diesem Grund wurden für ihren Bau hauptsächlich Hubschrauber, insbesondere vom Typ Sikorsky S-55 eingesetzt.
Die beiden Stromkreise sind zum großen Teil auf denselben Masten installiert. Allerdings gibt es auch Abschnitte, auf denen beide Stromkreise auf getrennten, relativ nahe beieinander verlaufenden Trassen verlegt sind. Einige der Masten in diesen Sektionen sind als Portalmasten aus Aluminiumrohren ausgeführt. Der Vorteil dieser Masten besteht darin, dass sie mit weniger Personal errichtet werden konnten und dass im Inneren ihrer Rohrkonstruktion ein wettergeschützter Auf- und Abstieg möglich ist. Allerdings neigen sie leicht zu Schwingungen und so wurden in ihnen bis 1958 Schwingungsdämpfer eingebaut.
Der bemerkenswerteste Abschnitt dieser Leitung ist die Überquerung des Kildala-Passes mit zwei an Querseilen befestigten Tragwerken bei 53,707253 N 128,083283 W, die 1955 und 2008 als Ersatz für durch Lawinen zerstörte Masten im Tal gebaut wurden. Das erste Tragwerk hat eine Länge von 1160 Metern, während das zweite, später errichtete eine Länge von 1220 Metern hat. Beide Tragwerke, welche die Stromleitungen in einer Höhe von 150 Metern führen, sind mit einem Hubschrauberlandeplatz für den Zugang von Wartungspersonal ausgestattet.
Die Stromleitung diente zumindest in der Anfangszeit nicht nur der elektrischer Energieübertragung. Ihre Trägerfrequenzanlage bot das einzige zuverlässige Kommunikationssystem zwischen Kemano und Kitimat.